# 沈慶京
沈慶京（1947年10月22日—），臺灣企業家，福建詔安人，生於南京，現任威京總部集團主席。沈慶京在2001年至2009年期間擔任國民黨中常委，因故遭到停權。他曾擔任中國石油化學工業開發董事長、財團法人沈春池文教基金會董事長、台灣購物中心協會會長、中華工程董事長、中國揚州京華城中城總策劃師、京華山一國際（香港）公司董事主席。

## 早年
父親沈春池為國民革命軍軍官，抗戰勝利後、國民政府由陪都重慶還都南京，沈慶京於1947年在江寧（今江蘇南京市）出生，因此被取名「慶京」。國共戰爭期間，舉家遷台。
1962年，沈慶京就讀台灣省立基隆水產學校（即今國立基隆高級海事職業學校），與幾個同學組成一個小型幫派「南鷹幫」，後併入「宇宙幫」，並代表宇宙幫加入四海幫。
1966年，沈慶京為替受欺侮的朋友打抱不平，打傷一名油商，對方要求賠償金新台幣3,000元；後因未能與對方達成和解，被法院以《中華民國刑法》殺人未遂罪判處有期徒刑三年。1969年4月出獄，在出獄後第二日辦理申請入伍，進入國軍。1971年，他退伍後在一家海運公司擔任水手。

## 職業生涯
1974年2月，沈慶京返國，參加公務人員特種考試河海航行人員乙等考試；當時紡織業勃興，中華民國有許多公司將紡織品出口到美國，但美國對於外國紡織品的進口有配額制度，必須取得中華民國經濟部核發的「輸美紡織品許可簽證」（「許可簽證」即「配額」，英語quota，俗稱「扣打」）才可以出口。大企業無法消耗這些「扣打」，時常將「扣打」轉賣給小工廠。沈慶京，因此創立了「威勇貿易」，也參與了當時流行的「扣打」事業，得到中興紡織老闆鮑朝橒賞識而展開合作。
1979年12月，沈慶京在《環球經濟》第63期接受訪問時表示，人只有被利用，才能顯出其價值，不講信用的人，也都希望和講信用的人來往。此為第一位提出「人應該創造被利用價值」的企業家。
1984年，經濟部國際貿易局宣佈成立「紡織品配額稽查小組」查緝配額買賣。1984年7月25日，法務部調查局閃電組搜索威勇貿易，查扣11箱帳冊資料，當時沈慶京在醫院內休養。1984年7月27日，沈慶京在律師陪同之下，到調查局閃電組接受偵訊，否認調查員指控的一切罪行。十多天後，由於證據不足，調查局無法收押沈慶京，全案移轉成為紡織業者逃稅案。為了不讓紡織同業受到波及，沈慶京替自家客戶付清所有欠稅，全案無疾而終，但該案已使威勇貿易虧損新台幣一億多元。同年，為了重整紡織品配額市場，經濟部次長王建煊宣佈，經濟部將推動「配額重分配」政策，先把政府授予各紡織業者的配額全部收歸國有，再把這些配額平均分配給各紡織業者。沈慶京反對無效，只能另尋出路。
1985年，威勇貿易轉型成立「威京開發」，主要業務為高科技研發、金融服務與貿易業務、土地與不動產開發、傳統生產事業。
1987年3月，沈慶京以新台幣25億元入股台北股市的光寶電子；因市場傳其入股光寶電子是為了爭奪經營權而造成股價飆升，他便順勢出清股票獲利了結。沈慶京又投資台灣紙業、士林紙業、南港輪胎等公司的股票，此舉讓他與「雨田大戶」雷伯龍、「榮安邱」邱明宏、「阿不拉」游淮銀等三人被並稱為「股市四大天王」。全盛時期，他陸續成為光寶電子、台灣紙業、士林紙業、南港輪胎等四家公司的董事。他也接受法務部邀請，至各監所鼓勵受刑人改過向上。
1987年6月，接受經濟日報記者訪問時，小沈表示人生應以服務為目的，人生應以被利用價值為目的。
1987年7月，沈慶京以新台幣13億元標得台北市八德路四段原唐榮鐵工廠機械廠基地；1987年8月，他創立「春池建設」從事房屋建築與銷售業務。1987年10月，沈慶京成立「沈春池基金會」長期致力於兩岸文化交流，多次獲得陸委會頒贈兩岸交流績優團體獎。另成立「京華文化事業公司」，贊助藝人凌峰製作兼主持台視兩岸資訊型社教節目《八千里路雲和月》，為開啟兩岸經濟、文化交流的先鋒。提起《八千里路雲和月》的拍攝，沈回憶說：「當時我的基本想法，就是希望全世界的中國人、特別是台灣地區的中國人，能夠通過節目重新了解大陸，進而共同在世界經濟舞台上扮演更關鍵的角色。」
1988年9月，沈慶京創立綜合證券商「京華證券公司」。9月24日，台北股市收盤後，財政部長郭婉容在毫無預警的情況下召開記者會，宣佈政府從1989年起恢復開徵「證券交易所得稅」。之後連續19個交易日，台北股市加權指數從八千八百多點下跌至五千多點，股市投資人慘賠。1988年10月，台灣證券交易所總經理趙孝風親自打電話給沈慶京，約他與幾位股市大戶喝咖啡兼研究如何聯手進場護盤救股市。在股市大戶、法人、銀行團聯手護盤之下，1989年8月，台北股市加權指數重返八千八百點；1990年2月，台北股市加權指數創下當時最高紀錄12,682點。沈慶京看出此次榮景是政府不當干預所造成的假象，因此陸續出脫手中持股，改以經營實業為前題購買股票，並將心力轉而投入「京華再開發計劃」（台北市八德路四段原唐榮鐵工廠機械廠基地再開發案），該開發案的產物是京華城。
沈慶京曾與雷伯龍（雨田大戶）、邱明宏（榮安邱）、游淮銀（阿不拉）號稱1980年代台灣股市四大天王。他是四大天王中唯一以公司經營為操作目標者，同時也是四大天王中唯一於商場活躍至今的。
1990年2月，接受聯合報訪問時，小沈表示創業才能有更多資金回饋社會，比如支持八千里路雲和月。
1990年4月13日，接受工商時報訪問時，沈慶京疾呼政治改革莫忘經濟發展。
1990年4月24日，接受工商時報訪問時，小沈盼藉經濟交流，促成統一。
1991年2月，接受商業週刊訪問時，小沈預言中國未來三、四十年最偉大的企業家會由早期搶灘台商和大陸個體戶中誕生。
1992年7月，在聯合晚報威京小沈將自己重新定位，是首次以經濟戰士為訴求之企業家，自喻是捍衛經濟的愛國戰士。
1992年10月，沈慶京創立「京華證券投資信託公司」提供股票基金管理服務。1993年2月，沈慶京創立「香港京華證券國際公司」。1994年6月20日，京華證券完成中石化釋股案；1994年6月22日，京華證券完成中華工程釋股案；兩案總額超過新台幣150億元的官股被全部釋出，沈慶京成為中石化與中工的最大股東。
1993年，為推動兩岸和談理念，初次參選國民黨十四全黨代表，僥獲當選，並聯署120名黨代表，首度提出國共兩黨立即談判主張，發言時被指為「台奸」，但仍當選中央委員。
1993年7月，小沈在時報周刊第80版接受訪問時率先提出，經濟報國代替軍事報國，以全民皆商代替全民皆兵。
1994年1月，接受經濟日報訪問時，沈慶京表示兩岸有賴經濟戰略家共創雙贏局面。
1995年7月27日，中工召開董監事聯席會議，中工董事長陳朝威宣佈辭職，由姚浙生接任董事長。
1997年，深怕國民黨與民進黨沒有差異性競爭而失去政權，自行參選國民黨中央委員，並聯署400名代表五度向中央提出國共兩黨協商建議，均被否決，但仍再度當選第十五屆中央委員。
1998年3月，京華城正式動工。2001年11月23日京華城正式對外營業，該建築物得到很多獎項。
1998年11月12日，接受今周刊專訪，提出要跟年輕人學習，因為年輕人才是未來社會的主流。
2002年5月18日，人民日報海外版中國資本市場周刊，以「收購日本證券公司的中國人」刊登沈慶京採訪專題。
2002年8月，首度當選中國國民黨中常委，並率先在中常會提出：建立兩岸共同市場，開放海空通航及大陸人士來台觀光等建言；並於民國92、93、94、95年獲得連任，因持續推動兩岸和平統一，被認為是工商界統派的代表。
2003年8月12日，因《證券交易法》第51條規定證券公司董事不得兼任其他上市公司董事，辭去中華工程董事長、中石化副董事長、中興紡織董事、開發金控董事、開發工銀董事等多項職務，與胞弟沈慶光同時接任元大京華證券董事。同時將京華城交予沈慶光管理，親自移師揚州策畫京華城商圈。
2007年4月15日，號稱斥資新台幣400億元在揚州打造的京華城商圈開始營運。
2007年5月13日，民主進步黨籍立委高志鵬指控他涉嫌掏空京華城並套利新台幣一百二十億元，要求檢調單位必須撤查。該案經過檢調長達兩年詳細調查，在2009年1月5日台北地方法院檢察署因查無挪用資金的行為，做出不起訴處分。
2010年8月，亞太會館與中華工程簽訂合建契約，亞太會館改建成綠建築藝術住宅。
2011年7月20日，重新執掌中石化董事長。
2012年2月17日，沈慶京接掌中石化後，即揮軍中國大陸市場，將投資新台幣344億元赴江蘇打造環己酮工廠。
2012年3月，沈慶京支持喜滿客電影院耗資千萬引進6D青年反毒電影，在台灣推動青少年反毒宣導，成為反毒企業家。
2012年6月27日，中石化公司派董監改選大勝，但市場並無慶祝行情，市場派大股東陸續出脫股票導致股價大幅度滑落，新聞炒作董監行情落空。
2013年6月28日，中石化（1314）大陸如東投資架構浮現；規畫上游丙烯及CPL、AN一貫佈局，合計年產規模逾新台幣百萬噸，總投資額逾新台幣千億元，預計採三階段推動，初期投資新台幣百億元。
2013年8月18日，沈慶京當選中國國民黨中央委員。
2016年4月21日，辭去中石化董事長一職。
2018年8月，接受台灣商業週刊訪問時，沈慶京表示於臺北市信義計畫區的蓋一坪400萬最貴豪宅陶朱隱園，「我以爭議為榮。」
2019年11月30日，投資多年的百貨商場京華城熄燈。

## 事件及爭議

### 京華城案
沈慶京於2015年與市議員應曉薇搭同航班赴澳門，兩人坐在一起。選區在中正區與萬華區的應曉薇卻在6年期間共替非選區松山區京華城案召開多達30場的協調會等，平均2個月就來一次，使並非都市更新或危老重建的京華城容積率竟由原訂392%最後破天荒地暴增到840%，被市議員趙怡翔指「幾乎成為京華城案的全職議員」，市議員許淑華指此違法圖利使沈慶京額外總獲利超過市價400億元。
2024年8月27日晚，收受沈慶京至少4,740萬元賄款的應曉薇企圖離境，被認有逃亡之虞而遭羈押禁見。。29日，台北地檢署偵辦京華城容積案，沈慶京被列為被告，被搜索且約談。8月29日凌晨，沈慶京被聲請羈押禁見。媒體報導，沈的律師包括前特偵組檢察官越方如，以及北檢前主任檢察官胡原龍等人。
8月30日，凌晨4點，臺北地法院裁定羈押禁見二個月，送往法務部矯正署臺北看守所，編號2666。9月5日，戒護就醫，送往台北醫院已返回法務部矯正署臺北看守所。10月2日，戒護就醫，醫師診斷後，指示需住院觀察。
2025年7月24日，臺北地法院裁准以1.8億元交保停止羈押，交保。

## 其他

### 威京總部集團
威京總部集團成員包括：
- 中石化
- 中華工程（BES）
- 中工機械（BESM）
- 中工保全（CKS Guard）
- 京華城（Living Mall）（改建為為京華廣場）
- 亞太會館（Agora Garden）
- 中勤人力資源管理顧問公司〔亞洲人才網〕
- 沈春池文教基金會（台視社教節目《八千路雲和月》贊助單位）：臺灣較早成立以兩岸文化領域交流的非營利組織，1987年贊助《八千里路雲和月》電視影集拍攝，三十年來持續辦理多項文化交流活動與展覽。2016年啟動「遷臺歷史記憶庫」搶救計畫，透過歷史人物真實經驗的口述歷史影像，典藏遷臺長者及其家屬的生命故事。2018年5月15日，沈春池文教基金會創會屆滿三十週年之際，於臺北西門紅樓發佈遷臺歷史記憶庫搶救計畫，1949年前後來台的大陸各省籍軍民家眷、大陳義胞、山東流亡學生、藝文及工商界等不同身分人士，以及早期遷徙來臺的閩南人、客家人後代連袂出席台北發布會，展現各族群播遷臺灣後的核心價值與生命情境。
- 京華文化事業公司（台視社教節目《八千路雲和月》製作單位）
- 京華國際財務管理顧問公司
- 京華證券投資信託公司[註 1]等。

## 作品節選

### 著作
- 《突圍：向命運挑戰的經濟戰士──威京小沈》，商智文化1998年8月第一版，ISBN 9576671744
- 《異想：京華城築夢15年，終於天開》，時報文化2002年11月18日初版，ISBN 9571336475

## 個人生活

### 家庭
- 祖父：滄海，福建省詔安人，為清末追隨孫文反清的革命志士，多次向革命軍捐獻糧餉且親身參與饒平起義。民國成立後功成不居遠赴南洋，後不幸英年早逝。
- 父親：春池（1909年－1988年），曾為國民革命軍軍官，退伍後成為威京集團創辦人，綽號「威京老沈」。墓位於三芝區白沙灣安樂園。
- 母親：沈余瓊霞，於2015年12月5日辭世，享嵩壽101歲。
- 妻：劉玉玲，曾在京華城掛名副董事長。
  - 長子：輝庭，曾任揚州京華城中城執行董事。
  - 次子：沈耀庭。
- 弟：沈慶台。
- 弟：沈慶光，曾身兼中國國民黨中常委及中工前總經理。沈慶京在2009年遭國民黨停權後，由沈慶光接替中常委席位[26][27]。沈慶光本人則是因行賄公務員被判刑4年[28][29]，停止參選並中斷連任[30]。
  - 弟媳：譚令玫，曾任蘭馨總會總監。
  - 姪女：沈昀葶，原名璀庭，曾任中工機械執行長特助，2013年5月下嫁台北富邦銀行理財顧問張盈升。2014年4月誕下一女，8月開設甜點店O’FIBER，11月創辦美妝品牌AQUAFINA。

## 外部連結
- 威京總部集團虛擬總部 （页面存档备份，存于）[]
- 「遷臺歷史記憶庫」官網 （页面存档备份，存于）
- 遷臺歷史記憶庫的Facebook專頁 （页面存档备份，存于）
- 沈春池文教基金會官網 （页面存档备份，存于）
- 沈春池文教基金會的Facebook專頁